# Daniel Lavielle
Pour les articles homonymes, voir Lavielle.
Daniel Lavielle, né le 25 juin 1880 à La Teste-de-Buch et mort le 24 juillet 1917 à Bordeaux, est un gymnaste artistique français.
Il participe aux épreuves de gymnastique aux Jeux olympiques d'été de 1900 à Paris, terminant 21e au concours général, ainsi qu'aux Jeux olympiques intercalaires de 1906 à Athènes. 
Aux Championnats du monde de gymnastique artistique 1905, il remporte la médaille d'or par équipe, la médaille d'argent au concours général et la médaille de bronze au cheval d'arçon.
Laurent Daniel Jean Lavielle meurt à Bordeaux le 24 juillet 1917 à l'âge de 37 ans.